# Devon Kershaw
Devon Kershaw, né le 20 décembre 1982 à Grand Sudbury, est un fondeur canadien qui a commencé sa carrière en 2000. Il a notamment remporté le titre mondial en sprint par équipes avec Alex Harvey en 2011 à Oslo. En Coupe du monde, il est monté sur six podiums dont deux victoires individuelles en 2012. Enfin, il a été le dauphin de Dario Cologna au classement général de la Coupe du monde 2012, une première pour un canadien en ski de fond.

## Biographie
Kershaw dispute sa première compétition internationale majeure en 2000 aux Championnats du monde junior. Il n'obtient pas de résultat dans le top dix lors de ses trois participations. En 2003, il reçoit une sélection pour les Championnats du monde à Val di Fiemme, où son meilleur résultat est 50e du sprint.
En 2004, il obtient de meilleurs résultats aux Championnats du monde des moins de 23 ans, terminant deux fois dans le top dix en individuel et sur le podium (médaille de bronze) en sprint par équipes. Ensuite, il est appelé à disputer la Coupe du monde. En 2005, il émerge pour la première fois dans le top 30 mondial, avec ses premiers points en Coupe du monde à Reit im Winkl (25e du sprint) puis une 14e place au sprint classique aux Championnats du monde à Oberstdorf, où il est aussi sixième du sprint par équipes.
En 2006 à Turin, il obtient sa première sélection pour les Jeux olympiques, où il est 37e du sprint libre, 47e du quinze kilomètres classique, ainsi que onzième sur le sprint par équipes et le relais. Lors de l'étape de Coupe du monde juste après les Jeux, il obtient son premier résultat de l'hiver en montant directement sur le podium avec sa troisième place sur le sprint libre à Borlänge, derrière Thobias Fredriksson et Peter Larsson, ce qui représente le premier podium du Canada en Coupe du monde depuis Pierre Harvey en 1988.
Lors de la saison 2006-2007, il ne termine pas mieux que quinzième en Coupe du monde. Ses résultats sont meilleurs en 2008 et 2009, accrochant deux cinquièmes places à Lahti (sprint) et Kuusamo (15 km classique). Aux Championnats du monde 2009, il obtient une cinquième place en relais, soit sa meilleure position avec le format 4 × 10 kilomètres en grand championnat.
En janvier 2017, à Ulricehamn, il fait partie de la première équipe canadienne sur un podium lors d'un relais distance en Coupe du monde.

### Vie privée
Il est le mari de la fondeuse norvégienne Kristin Størmer Steira.

## Palmarès

### Jeux olympiques d'hiver
| Épreuve / Édition | Sprint                           | Sprint                           | 15 km                            | 15 km                            | Poursuite / Skiathlon 2 × 15 km | 50 km | Relais | Relais    |
| Épreuve / Édition | libre                            | classique                        | libre                            | classique                        | Poursuite / Skiathlon 2 × 15 km | 50 km | Sprint | 4 × 10 km |
| JO 2006 Turin     | 37e                              | Épreuve inexistante à cette date | Épreuve inexistante à cette date | 47e                              |                                 |       | 11e    | 11e       |
| JO 2010 Vancouver | Épreuve inexistante à cette date | 23e                              |                                  | Épreuve inexistante à cette date | 16e                             | 5e    | 4e     | 7e        |
| JO 2014 Sotchi    | 56e                              | Épreuve inexistante à cette date | Épreuve inexistante à cette date | 35e                              |                                 |       | 12e    |           |
| JO 2018 Vancouver | Épreuve inexistante à cette date |                                  | 71e                              | Épreuve inexistante à cette date | 36e                             | 26e   |        |           |

### Championnats du monde
Devon Kershaw a participé à six éditions des Championnats du monde. Il y remporte une seule médaille, en or dans le sprint par équipes en 2011 avec Alex Harvey.
| Épreuve / Édition           | Sprint                           | Sprint                           | 15 km                            | 15 km                            | Poursuite / Skiathlon 2 × 15 km | 50 km | Relais               | Relais    |
| Épreuve / Édition           | libre                            | classique                        | libre                            | classique                        | Poursuite / Skiathlon 2 × 15 km | 50 km | Sprint               | 4 × 10 km |
| Mondiaux 2003 Val di Fiemme | 50e                              | Épreuve inexistante à cette date | Épreuve inexistante à cette date | 62e                              | 55e                             |       |                      |           |
| Mondiaux 2005 Oberstdorf    | Épreuve inexistante à cette date | 14e                              |                                  | Épreuve inexistante à cette date | 61e                             |       | 6e                   | 13e       |
| Mondiaux 2007 Sapporo       | Épreuve inexistante à cette date | 38e                              | 68e                              | Épreuve inexistante à cette date |                                 |       | 6e                   | 11e       |
| Mondiaux 2009 Liberec       |                                  | Épreuve inexistante à cette date | Épreuve inexistante à cette date | 37e                              | 27e                             |       | 9e                   | 5e        |
| Mondiaux 2011 Oslo          | 31e                              | Épreuve inexistante à cette date | Épreuve inexistante à cette date |                                  | 9e                              |       | Médaille d'or, monde |           |
| Mondiaux 2013 Val di Fiemme | Épreuve inexistante à cette date | 46e                              | 33e                              | Épreuve inexistante à cette date | DNS                             |       | 4e                   | 12e       |
| Mondiaux 2017 Lahti         |                                  | Épreuve inexistante à cette date | Épreuve inexistante à cette date | 34e                              |                                 | 37e   |                      | 12e       |

### Coupe du monde
- Meilleur classement général : 2e en 2012.
- 7 podiums : 
  - 6 podiums en épreuve individuelle : 2 victoires, 1 deuxième place et 3 troisièmes places.
  - 1 podium en relais : 1 troisième place.

#### Courses par étapes
- Tour de ski :
- 4e en 2012.
- 7 podiums sur des étapes, dont 1 victoire au Tour de ski 2010-2011 (sprint libre de Toblach).
- Finales :
- 2e en 2012.
- 1 podium sur une étape.

#### Détail des victoires
Devon Kershaw compte deux victoires individuelles en Coupe du monde, obtenues la même année en 2012 avec un sprint en style libre et un 15 km en style libre avec départ en ligne.
| Épreuve / Édition | Sprint           | Sprint    | 15 km   | 15 km     |
| Épreuve / Édition | libre            | classique | libre   | classique |
| 2011-12           | Szklarska Poreba |           | Rybinsk |           |

#### Classements en coupe du monde
Devon Kershaw réalise sa meilleure saison en Coupe du monde en 2012 avec une seconde place au général et aux Finales derrière Dario Cologna, ainsi qu'une 4e place au Tour de ski.
| Saison / Épreuve | Saison / Épreuve | Général | Général | Distance | Distance | Sprint | Sprint | Tour de ski depuis 2007          | Finales depuis 2008/ Ski Tour Canada en 2016 | Nordic Opening depuis 2011       |
| ---------------- | ---------------- | ------- | ------- | -------- | -------- | ------ | ------ | -------------------------------- | -------------------------------------------- | -------------------------------- |
| Saison / Épreuve | Saison / Épreuve | Class.  | Points  | Class.   | Points   | Class. | Points | Tour de ski depuis 2007          | Finales depuis 2008/ Ski Tour Canada en 2016 | Nordic Opening depuis 2011       |
| 2005             | 2005             | 97e     | 20      | -        | -        | 48e    | 20     | Épreuve inexistante à cette date | Épreuve inexistante à cette date             | Épreuve inexistante à cette date |
| 2006             | 2006             | 57e     | 95      | 88e      | 15       | 25e    | 80     | Épreuve inexistante à cette date | Épreuve inexistante à cette date             | Épreuve inexistante à cette date |
| 2007             | 2007             | 96e     | 27      | 60e      | 25       | 83e    | 2      | Ab.                              | Épreuve inexistante à cette date             | Épreuve inexistante à cette date |
| 2008             | 2008             | 38e     | 191     | 37e      | 103      | 30e    | 88     | Ab.                              | 23e                                          | Épreuve inexistante à cette date |
| 2009             | 2009             | 18e     | 401     | 14e      | 257      | 34e    | 78     | 20e                              | 20e                                          | Épreuve inexistante à cette date |
| 2010             | 2010             | 40e     | 190     | 39e      | 90       | 54e    | 40     | 16e                              | 31e                                          | Épreuve inexistante à cette date |
| 2011             | 2011             | 8e      | 602     | 12e      | 283      | 18e    | 115    | 7e                               | 27e                                          | 10e                              |
| 2012             | 2012             | 2e      | 1466    | 2e       | 781      | 7e     | 303    | 4e                               | 2e                                           | 20e                              |
| 2013             | 2013             | 27e     | 298     | 42e      | 99       | 22e    | 93     | 12e                              | 31e                                          | 22e                              |
| 2014             | 2014             | 43e     | 193     | 30e      | 123      | 63e    | 26     | Abandon                          | 12e                                          | 66e                              |
| 2015             | 2015             | 93e     | 46      | 42e      | 37       | 75e    | 9      | 34e                              | -                                            | 41e                              |
| 2016             | 2016             | 35e     | 204     | 30e      | 128      | -      | -      | 32e                              | 16e                                          | 23e                              |
| 2017             | 2017             | 61e     | 109     | 42e      | 67       | -      | -      | 25e                              | 26e                                          | 27e                              |
| 2018             | 2018             | 74e     | 63      | 48e      | 53       | -      | -      | Abandon                          | 28e                                          | 29e                              |

Légende :
- : pas d'épreuve

### Championnats du monde junior
Devon Kershaw ne s'est jamais illustré aux Championnats du monde junior malgré trois participations en 2000, 2001 et 2002. Son meilleur résultat y est une 25e place en sprint style classique en 2002 à Schonach. En 2004, chez les moins de 23 ans, il remporte une médaille de bronze sur le sprint par équipes.
| Épreuve / Édition           | Sprint                           | Sprint                           | 10 km                            | 10 km                            | 30 km | Relais                           |
| Épreuve / Édition           | libre                            | classique                        | libre                            | classique                        | 30 km | Relais                           |
| Mondiaux 2000 Strbske Pleso | 63e                              | Épreuve inexistante à cette date | 86e                              | Épreuve inexistante à cette date | 67e   | Épreuve inexistante à cette date |
| Mondiaux 2001 Karpacz       | Épreuve inexistante à cette date | Épreuve inexistante à cette date | Épreuve inexistante à cette date | 41e                              | 39e   | Épreuve inexistante à cette date |
| Mondiaux 2002 Schonach      | 25e                              | Épreuve inexistante à cette date | 74e                              | Épreuve inexistante à cette date | 49e   | Épreuve inexistante à cette date |

## Télévision
Il intervient en tant que consultant pour la chaîne de télévision Eurosport lors des championnats du monde de ski nordique 2019, qui se déroulent à Seefeld (Autriche).